# 海勃湾市
海勃湾市，中国旧市名。
1961年改桌子山矿区置。属内蒙古自治区伊克昭盟。1975年与乌达市合置乌海市。 